# Buhoci
Buhoci là một xã thuộc hạt Bacău, România. Dân số thời điểm năm 2002 là 4796 người.